# Savigneux, Ain

Savigneux este o comună în departamentul Ain din estul Franței.